# فاطمة البريكي

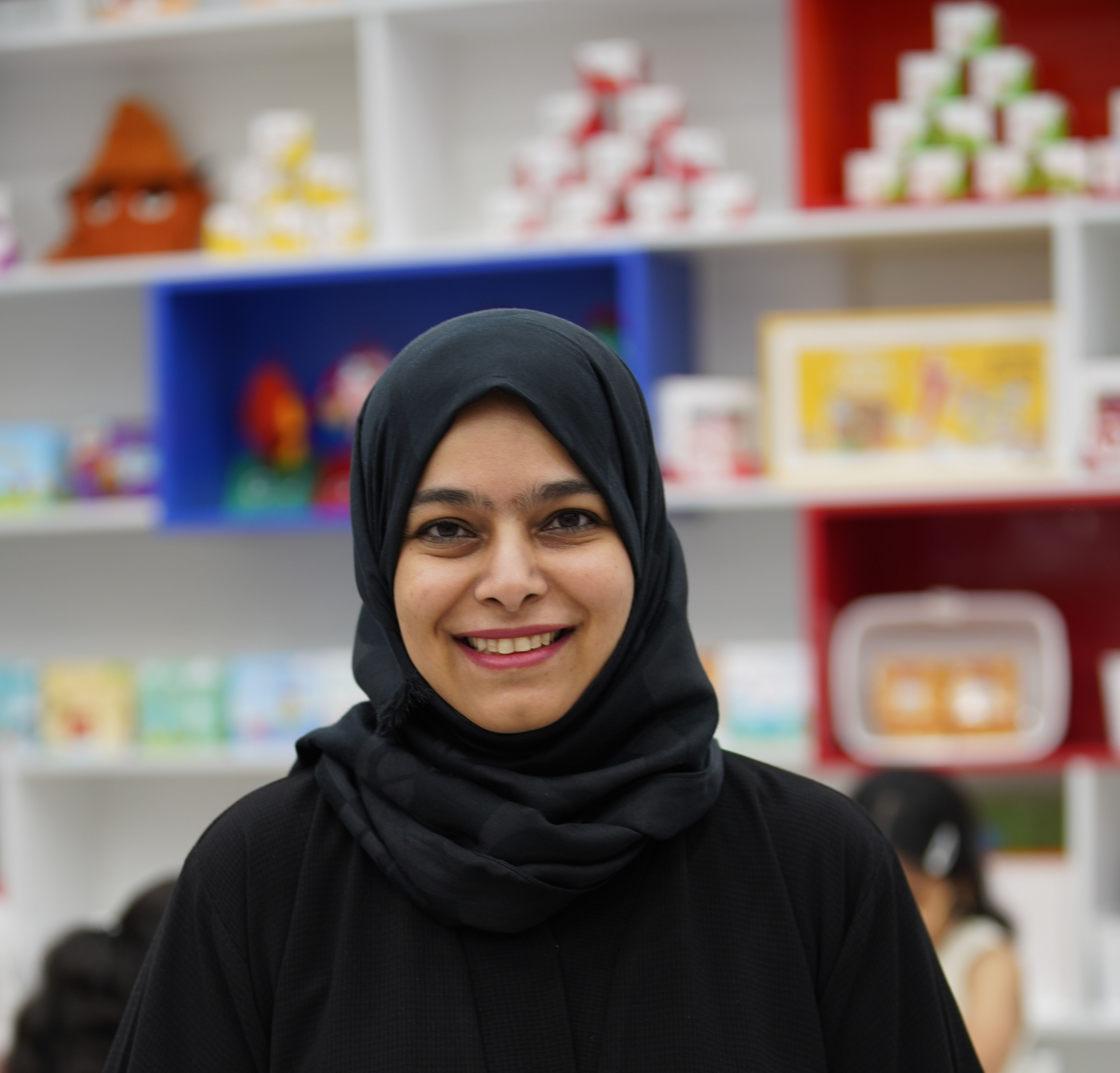
الدكتورة فاطمة البريكي

فاطمة عبد الرحمن البريكي (28 مارس 1976 - ) هي مؤلفة وناقدة إماراتية، وأستاذ النقد والبلاغة المشارك في قسم اللغة العربية وآدابها في جامعة الإمارات العربية المتحدة.
أصدرت ما يقارب 148 كتابًا متنوعًا، منها الكتب التعليمية والتربوية للأطفال، والسلاسل القصصية، والقصص القصيرة للأطفال، والعديد من كتب الأنشطة، وأوراق العمل، ودليل للمعلمين لمساعدتهم على تعليم الأطفال، وآخر إصداراتها رواية غربنة.

## السيرة الشخصية
ولدت فاطمة عام 1976 في مدينة الدمام في المملكة العربية السعودية، ونشأت على الشغف باللغة العربية منذ سنوات الطفولة الأولى، وقد كانت بداياتها مهتمة في كتابة النصوص الشعرية وتلحينها وغنائها، ولشدة حبها للغة العربية تخلت عن دراسة الطب ودرست اللغة العربية وحصلت على درجة البكالوريوس في قسم اللغة العربية وآدابها بجامعة الإمارات، وحاصلة على الماجستير والدكتوراه في النقد والبلاغة في الجامعة الأردنية.

## الأعمال الأدبية والمؤلفات
1. أصابع وسيم
2. الكتابة والتكنولوجيا
3. الكناية في الدرس البلاغي
4. مدخل إلى الأدب التفاعلي[3]
5. مريومة والقرنبيطة
6. بين لونين: تأملات في الواقع الثقافي الإماراتي
7. جامع الفنون وسلوة المحزون
8. فضاءات الإبداع الادبي في عصر التكنولوجيا الرقمية
9. قضية التلقي في النقد العربي القديم.

## الحياة المهنية
شغلت العديد من المناصب خلال مسيرتها المهنية، منها:
1. أستاذ مشارك في قسم اللغة العربية وآدابها، جامعة الإمارات العربية المتحدة.
2. خبير تربوي في الطفولة المبكرة في وزارة التربية والتعليم.
3. المدير التعليمي والتربوي في مؤسسة بداية للإعلام – المنتجة لبرنامج افتح يا سمسم.
4. مدرب معتمد لدى مركز أكسفورد للتدريب، أكاديمية كاليفورنيا للأعمال، مركز سعد الله للاستشارات والتدريب.
5. رئيس لجنة تأليف منهج اللغة العربية المطوّر للصف العاشر- وزارة التربية والتعليم.
6. المستشار اللغوي لعدد من المدارس، والتطبيقات اللغوية، مثل: أكاديمية وعد في جدة، تطبيق تكلم، ألف للتعليم.
7. الخبير اللغوي لشركة ليجو العالمية، "مشروع مواءمة منهج الكتابة الإبداعية مع مناهج اللغة العربية في عدد من الدول الخليجية والعربية".
8. شغلت منصب رئيس قسم اللغة العربية في جامعة الإمارات.
9. المدير التنفيذي للاتحاد العربي للنشر الإلكتروني سابقًا.[4]

## الإسهامات
ساهمت في العديد من الأعمال، منها:
1. أول إماراتية متخصصة في النقد والبلاغة.
2. واحدة من مؤسسي الأدب التفاعلي في العالم العربي.
3. كاتبة لقصص الأطفال والكتب التعليمية لمرحلة الطفولة المبكرة.
4. مبتكرة لعدد من الألعاب والوسائل التعليمية لتعليم مهارات اللغة العربية بطرق مبتكرة، مثل: لعبة (كلمات ورسومات)، و(صفات ورسومات)، و(أفكار ورسومات)، و(حلزون الكلمات)، و(تسلسل الكلمات البصرية)، و(منطاد: لتعليم أسماء الزمان والمكان)، وغيرها.
5. مؤسس منهج (عالم الأشكال والألوان)، أول منهج عربي أصيل موجه للطفولة المبكرة.
6. رئيس فريق تأليف منهج العربية تجمعنا للناطقين بغير العربية، وزارة التربية والتعليم، الإمارات.
7. رئيس فريق الكُتّاب لمشروع (سراج) المسلسل الكرتوني التعليمي في مواسمه الأربعة، مؤسسة قطر.
8. مُحكّم في جوائز إيمي للأطفال في أبو ظبي.
9. عضو لجنة تحديث تعليم اللغة العربية ضمن مبادرات محمد بن راشد للغة العربية.
10. لها الكثير من الإصدارات البحثية في النقد والبلاغة.

## الجوائز والتكريمات
- جائزة عبد الحميد شومان للباحثين العرب لعام 2009.
- جائزة أفضل كتاب محلي في مجال الدراسات لعام 2008.
- جائزة العويس للدراسات والابتكار العلمي لعام 2005.
- كما ترشّحت قصتها (أصابع وسيم) للقائمة القصيرة لجائزة عبد العزيز منصور، الكويت، 2020.